# Giuseppe Bruscolotti
Giuseppe Bruscolotti est un joueur de football italien, né le 1er juin 1951 à Sassano, dans la région de Campanie. 

## Biographie
Giuseppe Bruscolotti jouait au poste de défenseur, surtout dans l'équipe de Naples où il a gagné deux Coupes d'Italie, un Scudetto et une Coupe de la Ligue anglo-italienne. 
Avec 511 matches joués, il détient (avec Marek Hamsik, sur un match contre l'AS Roma le 28 octobre 2018) le record de rencontres disputées sous le maillot des partenopei, toutes compétitions confondues.

## Palmarès
Napoli :
- Championnat d'Italie (1) :1986-1987

- Coupe d'Italie (2) : 1975-1976, 1986-1987

- Coupe de la Ligue anglo-italienne (1) : 1976